# Salme Raatma
Salme Raatma, auch Salme Rosenstein (* als Salme Rosenberg 25. Juni 1915 in Liinaküla, Kreis Viljandi; † 28. Februar 2008 in Turku) war eine estnische Dichterin und Kinderbuchautorin.

## Leben
Rosenberg wurde zunächst von ihrem Vater zu Hause unterrichtet und ging von 1924 bis 1928 ab der dritten Klasse in Helme zur Grundschule. Danach wechselte sie aufs Gymnasium von Tõrva, wo sie 1933 ihr Abitur bestand. Von 1933 bis 1938 studierte sie an der Universität Tartu Kunstgeschichte, Literatur und Ethnographie. Parallel dazu arbeitete sie von 1936 bis 1938 am Estnischen Nationalmuseum. Nach ihrer Heirat mit Herbert Alexander Rosenstein (1910–1989) zog sie nach Noarootsi, wo ihr Gatte eine Pfarrstelle erhalten hatte.
Am 14. Dezember 1939 legte das Ehepaar Rosenstein seine estnische Staatsangehörigkeit ab und emigrierte im Rahmen der Umsiedlung der Deutsch-Balten nach Deutschland. Hier lebte Salme Raatma von 1939 bis 1964 in Günzburg und Mühlhausen (Oberpfalz), danach übersiedelte sie nach Turku, wo ihr Mann bei der deutschen Seemannsmission Pastor war.
Salme Raatma war Mitglied des exilestnischen Schriftstellerverbandes und auch im Verband der Schriftsteller Südwestfinnlands aktiv. Außerdem schrieb sie für das christliche deutsche Kinderblatt Meine Welt über 40 Geschichten auf Deutsch, die sie teilweise später selbst ins Estnische übersetzt hat. Ihr Pseudonym war Ants Hartmann.

## Literarisches Werk
Raatma debütierte 1943 in Zeitschriften mit Kindergedichten und Kurzprosa für Kinder. Ihr Buchdebüt erfolgte 1956 im exilestnischen Verlag Eesti Kirjanike Kooperatiiv. Viele ihrer Geschichten bilden ihre eigene Kindheit ab und stellen das Alltagslebens eines Kindes auf dem Lande dar. Heute gilt sie als die bekannteste Kinderbuchschriftstellerin der estnischen Exilliteratur.
Salme Raatma hat jedoch auch Gedichte für Erwachsene geschrieben und seit 1954, unter anderem in der estnischen Exilzeitschrift Tulimuld ('Feuererde'), veröffentlicht. In ihren Gedichten ist häufig ein christlicher Einschlag spürbar, andererseits sind auch Vergleiche mit dem Existenzialismus eines Karl Ristikivi gezogen worden. Alle Gedichtbände hat die Autorin in Finnland im Selbstverlag veröffentlicht, zusätzlich drei ins Finnische übersetzte Gedichtsammlungen.

## Bibliographie
- Minu karu ('Mein Bär'). Eesti Kirjanike Kooperatiiv, Lund 1956.
- Mis sinust tuleb? ('Was willst du werden?'). Eesti Vaimulik Raamat, Uppsala 1963.
- Jänesepoeg, kes lendas kuu peale ('Das Häschen, das zum Mond flog'). Rootsi-Eesti Õpperaamatufond, Stockholm 1978.
- Päev ootab sind. Valik luuletusi aastaist 1954–1976 ('Der Tag erwartet dich. Gedichtauswahl aus den Jahren 1954–1976'). Turu[8] 1982.
- Valge lagi. Luuletusi aastaist 1964–1984 ('Die weiße Decke. Gedichte aus den Jahren 1964–1984'). Turu 1985.
- Sinised õunad ja teisi jutte lastele ('Blaue Äpfel und andere Kindergeschichten'). Toronto Eesti Seltsi Täienduskoolide Komitee, Toronto 1984.
- Lumekuninganna ja teisi jutte lastele ('Die Schneekönigin und andere Kindergeschichten'). Toronto Eesti Seltsi Täienduskoolide Komitee, Toronto 1986.
- Laululatern. Luuletusi 1980–1993 ('Die Liederlaterne. Gedichte 1980–1993'). Turu 1993.
- Tuhat soovi. Neljas kogu luuletusi ('Tausend Wünsche. Vierte Gedichtsammlung'). Turu 1995.
- Pirita peegeldused. Poeem ('Birgittas Spiegelungen. Ein Poem'). Turu 1997.
- Prillidega ingel. Mõttepilte ('Der Engel mit der Brille. Gedankenbilder'). Turu 1997.
- Kultuurikilde endisest Eestist ja väliseesti ajast ('Kultursplitter aus dem ehemaligen Estland und der Zeit des Exils'). Turu 2002.

## Deutsche Übersetzungen
Einige von Raatmas Gedichten sind in einer Gedichtanthologie von Martha von Dehn-Grubbe erschienen, und zwar die folgenden: „Stiller Tag“ (estn. Vaikne päev), „Mein Haus“ (Minu maja), „Schmetterling“ (Liblikad) und „Spielen wir?“ (Kas mängime?). Ferner ist 1997 im Selbstverlag (Turku/Regensburg) das Poem Spiegelungen im Gespräch mit der Hl. Birgitta von Schweden erschienen, das von ihrem Sohn Gustav Rosenstein übersetzt worden ist. Das Buch war aber eher als „Familienausgabe“ gedacht und dürfte kaum größere Verbreitung erfahren haben.

## Biographie
- Gustav Rosenstein: „Ihr steht schon auf unserer Liste!“ Die estnische Exildichterin Salme Raatma. Husum 2015, ISBN 978-3-940926-46-3. Die Biographie enthält auch zahlreiche estnischsprachige Gedichte Salme Raatmas in deutscher Übersetzung.
- Gustav Rosenstein: „Te juba olete meil nimekirjas. Eesti luuletaja Salme Raatma eksiilis“. Sinisukk 2018. Übersetzung: Arne Nielsen. ISBN 978-9949-34-659-2.

## Sekundärliteratur
- Felix Oinas: Kuidas kirjanikud kirjutavad. Salme Raatma. In: Tulimuld. 2/1987, S. 65–67.
- Õnne Kepp: Elu täis õunapuid. In: Keel ja Kirjandus. 6/2000, S. 425–431.
- Eerik Teder: Sisukad kultuurikillud. In: Keel ja Kirjandus. 1/2004, S. 63–64.